# إقليم موانزا
إقليم موانزا (بالسواحلية: Mkoa wa Mwanza) هو واحد من 31 إقليم إداري في تنزانيا يغطي الإقليم مساحة 25,233 كم 2 (9,743 ميل مربع). الإقليم قابل للمقارنة في الحجم مع مساحة الأرض مجتمعة لدولة مقدونيا الشمالية. يحد إقليم موانزا من الشمال بحيرة فيكتوريا إقليم كاجيرا وإقليم مارا، ومن الشرق إقليم سيميو، ومن الجنوب إقليم شينيانغا ومن الغرب إقليم جيتا. العاصمة الإقليمية هي مدينة موانزا. وفقا للتعداد الوطني لعام 2022، بلغ عدد سكان الإقليم 3,699,872 نسمة والتعداد الوطني لعام 2012 2,772,509. إقليم موانزا هو الإقليم الثاني ذا الكثافة السكانية العالية في تنزانيا بعد إقليم دار السلام.